# Lyd
Lyd er den gentagne forplantning af trykbølger gennem luft eller andre stoffer. Som andre bølger kan disse trykbølger beskrives ved deres frekvens, dvs. antallet af bølger per tidsenhed (Hz eller s-1). Et normalt menneske kan høre lyde i frekvensområdet fra 20 Hz til cirka 20000 Hz. Desuden kan bølger beskrives ved deres bølgelængde, som er afstanden fra bølgetop til bølgetop. Bølgelængden står i et omvendt forhold til frekvensen, idet frekvensen kan beregnes som lydens hastighed divideret med bølgelængden. Endelig kan lydbølger beskrives ved deres styrke (amplitude). Amplituden vil angive lydstyrken, som ofte måles i dB (decibel).
Lydens hastighed afhænger af det materiale den forplanter sig gennem, samt temperatur. Nedenfor ses lydens hastighed i forskellige stoffer ved 15 °C og 20 °C:
| Stof        | Temperatur | Lydens hastighed | Temperatur | Lydens hastighed |
| ----------- | ---------- | ---------------- | ---------- | ---------------- |
| Luft        | 15 °C      | 340 m/s          | 20 °C      | 343 m/s          |
| Vand        | 10 °C      | 1447 m/s         | 20 °C      | 1482 m/s         |
| CO2         | 15 °C      | 265 m/s          | 20 °C      | 268 m/s          |
| Træ (eg)    | 15 °C      | ca. 4000 m/s     | 20 °C      | 4100 m/s         |
| Glas        | 15 °C      | ca. 5000 m/s     | 20 °C      | 5044 m/s         |
| Stål (jern) | 15 °C      | ca. 5100 m/s     | 20 °C      | 5190 m/s         |

 Denne artikel bør gennemlæses af en person med fagkendskab for at sikre den faglige korrekthed.

Lyd bevæger sig som bølger gennem forskellige stoffer, som f.eks. luft eller vand, hvilket gør, at der er fuldstændigt stille i det ydre rum, da vakuummet ikke kan bære lyden rundt.
Man kan lagre lydspor elektronisk. I tonefilmens barndom gjorde man det ved hjælp af lys, på grammofonplader lagres lyd i en moduleret rille, i starten på en lakplade, senere på en vinylplade. Man kan lagre lyd i magnetiske materialer, for eksempel med en båndoptager.
Lyd, der lagres digitalt på for eksempel harddiske, kan komprimeres, så den ikke fylder så meget. En Audio-CD kan rumme ca. 74 min. lyd i hifi-kvalitet (44,1 kHz); hvis man komprimerer ved hjælp af MP3-metoden, kan man lagre ca. 15 gange så meget alt efter komprimeringsgraden. Der tabes ofte kvalitet ved kompression, dog er der undtagelser (f.eks. FLAC og APE).